# Teemu Keisteri
Teemu Keisteri (Espoo, Finlandia, 22 de agosto de 1985) es un artista visual y DJ finlandés conocido por su personaje escénico Windows95man. Como artista visual, obtuvo reconocimiento en Finlandia por crear el personaje Ukkeli (tdl. ‘Hombre viejo’) en 2008. Como DJ, su estilo artístico y su apariencia se inspiran en finales de la década de 1990, durante la cual se produjo el sistema operativo Windows 95. Representó a Finlandia en el Festival de la Canción de Eurovisión 2024 con la canción "No Rules!", con Henri Piispanen.

## Biografía
Keisteri estudió fotografía en el Instituto de Diseño de Lahti. Dijo que durante sus estudios aprendió que es más un artista visual que un fotógrafo. También es conocido como videoartista, intérprete de danza y DJ. Keisteri tiene su propia galería de arte llamada Kalleria en Kallio, Helsinki.
Keisteri participó como Windows95Man con Henri Piispanen (voz) en la edición 2024 de Uuden Musiikin Kilpailu, con la canción "No Rules!". A pesar de terminar último en la votación del jurado, quedó primero en la clasificación general con 313 puntos gracias al televoto. Fue así seleccionado para representar a su país en el Festival de la Canción de Eurovisión 2024.

## Carrera

### Carrera temprana
Apareció en un vídeo musical de la banda de rock Pariisin Kevät, Dirigido como un vídeo de la vieja escuela.

### Desparramar
Keisteri dominó originalmente Windows95man durante el Flow Festival 2013, lo que llamó la atención de muchos periodistas y blogueros. También llamó la atención de artistas electrónicos Evian Christ, de quien publicó una foto de Keisteri en las redes sociales, haciendo viral al personaje. Desde entonces, sus vídeos caseros circularon por todo el mundo y también fue invitado a múltiples festivales de música, Incluso trabajando como DJ en Finnair vuelo. Varios meses después, actuó en Helsinki's festival del año 2022, que se celebrará en el Helsinki City Hall. Además de su personaje, Keisteri posee otro personaje llamado Ukkeli, basado en la masculinidad y las estatuas griegas. Desde entonces, el ukkeli se ha vuelto popular y ha aparecido en algunas camisetas.

### Proyectos musicales
Otro proyecto del que forma parte Keisteri es Peu, una banda de baile de los 80 que se especializó en hacer música pop oscura.

### Eurovisión
Keisteri participó como Windows95man con Henri Piispanen (voz) en el 2024 edition de Uuden Musiikin Kilpailu, con la canción "No Rules!". A pesar de quedar último en la votación del jurado, consiguió el primer puesto en la general con 313 puntos gracias al televoto en Finlandia. Por ello, fue seleccionado para representar a su país en el Eurovision Song Contest 2024. En la Gran Final del 11 de mayo de 2024, la canción recibió 7 puntos de los jurados nacionales y otros 31 puntos del público en general, dando un total de 38 puntos, colocándolo en el puesto 19 de 26.

## Discografía

### EP
| Título                    | Detalles                                                                                      |
| ------------------------- | --------------------------------------------------------------------------------------------- |
| Yaksa Yaksa               | - Publicado: 11 de julio de 2019 - Sello: Tokio Drift - Formatos: Descarga digital, streaming |
| Fiesta de impuestos épica | - Publicado: 7 de junio de 2021 - Formatos: Descarga digital, streaming                       |

### Sencillos
| Sencillo    | Año  | Posiciones en listas | Álbum o EP |
| Sencillo    | Año  | FIN                  | Álbum o EP |
| ----------- | ---- | -------------------- | ---------- |
| "No Rules!" | 2024 | 6                    |            |